# Verkiezingen voor het Europees Parlement 2014/Kandidatenlijst/PFF
Dit is de kandidatenlijst voor de Belgische Partei für Freiheit und Fortschritt voor de Europese verkiezingen van 2014.

## Effectieven
1. Axel Kittel

## Opvolgers
1. Patrick Thevissen
2. Stephanie Schiffer
3. Susanne Scheepers
4. André Britz
5. Cécile Pfeiffer
6. Gregor Freches